# Cuju

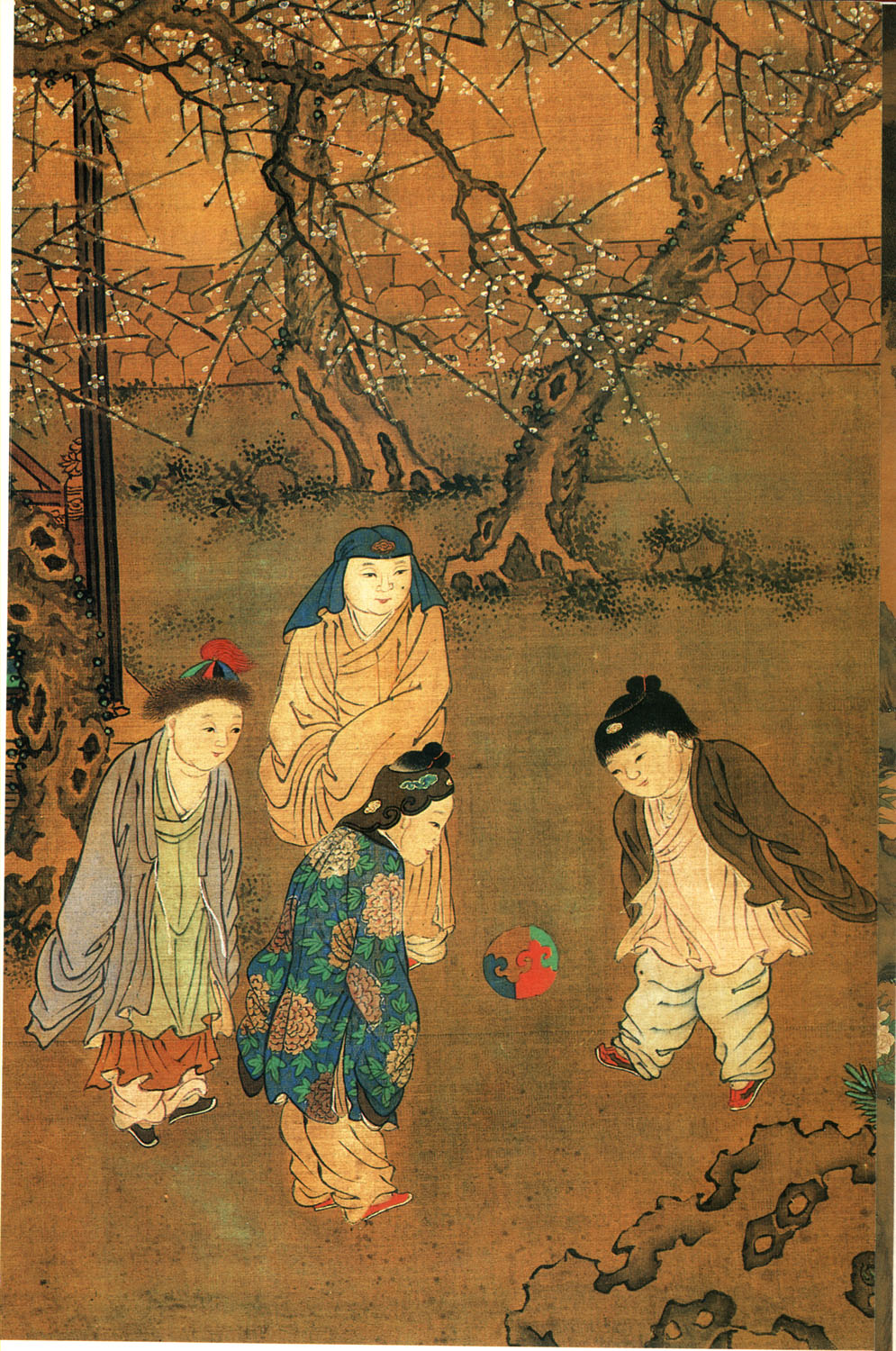
Frammento di Cento bambini nella lunga primavera di Su Hanchen, dinastia Song (XII secolo), National Palace Museum di Taipei. Viene raffigurato il gioco del cuju.

Il cuju (蹴鞠T, cùjūP, lett. "calciare la palla con il piede") è uno sport con la palla nato nell'antica Cina, considerato l'antesignano del gioco del calcio. La palla impiegata in questo sport era chiamata ju ed era fatta di gomma e rivestita di cuoio all'esterno e imbottita di piume o con una vescica di animale all'interno della pelle cucita.

## Storia
Sebbene le origini del cuju non siano chiare, si sostiene che una forma organizzata e regolamentata di questo gioco fosse praticata nella città di Linzi, capitale dello stato di Qi nella provincia dello Shandong, durante il periodo delle primavere e degli autunni (770 a.C.-476 a.C.).
Alla dinastia Han (206 a.C.–220 d.C.) risalgono le poesie in merito a questo sport e addirittura un manuale. Diverse prove lasciano pensare che il cuju fosse arbitrato e che fosse una pratica di natura ricreativa, oltre che militare. Durante la dinastia Wei (220-265 d.C.) questo sport assumeva un significato religioso, in quanto il campo da calcio e la palla simboleggiavano rispettivamente la terra e un corpo celeste.
Le prime squadre di cuju sorsero durante la dinastia Tang (618–907). Le fonti non concordano in merito al momento in cui il gioco iniziò a prevedere anche l'uso di due porte e un numero fisso di giocatori per squadra, ma è indubbio che durante la dinastia Song Settentrionale (960–1126) il gioco si affermò come sport urbano nelle città in espansione. Difatti vennero costruiti campi da gioco fissi e le partite potevano tenersi anche in occasioni speciali come il compleanno dell'imperatore. Le squadre potevano essere sia maschili che femminili.
Durante la dinastia Ming (1368-1544) e la dinastia Qing (1644-1911) il cuju decrebbe di popolarità in favore degli sport equestri, i quali erano apprezzati dai sovrani manciù.

## I tentativi di riconoscimento come patrimonio culturale
Durante la III Esposizione internazionale di calcio di Linzi nel 2004, il presidente della FIFA Sepp Blatter affermò che il calcio era nato in Cina, più esattamente a Linzi. Nel 2006 i funzionari di questa città si attivarono affinché l'UNESCO e il Ministero della Cultura cinese riconoscessero a Linzi lo status di patrimonio immateriale dell'umanità. Nell'ambito di questa iniziativa sono stati istituiti corsi di cuju nelle scuole primarie e medie di Linzi e del suo distretto, e si stima che vi siano 5.000 giocatori attivi in questo sport.